# 옥과중학교
옥과중학교(玉果中學校)는 대한민국 전라남도 곡성군 옥과면 율사리에 있는 공립 중학교이다.

## 학교 연혁
- 1947년 6월 1일 : 옥과중학교 개교(사립)
- 1952년 1월 27일 : 공립 옥과중학교 6학급 인가, 초대 김용표 교장 취임
- 2004년 3월 1일 : 옥과중ㆍ옥산중 통합
- 2005년 3월 1일 : 신축공사 완공 이전, 옥과중ㆍ입면중 통합
- 2023년 9월 1일 : 제30대 박철우 교장 부임
- 2025년 2월 7일 : 제74회 45명 졸업(총 8,643명)

## 참고 자료
- 옥과중학교 - 한국교육학술정보원 학교알리미